# Smołdzęcino
Smołdzęcino (daw. Smołdzięcino, niem. Schmalzenthin) – wieś w Polsce położona w województwie zachodniopomorskim, w powiecie drawskim, w gminie Złocieniec.
W latach 1975–1998 miejscowość administracyjnie należała do województwa koszalińskiego.
Do 31 grudnia 2018 r. wieś należała do zlikwidowanej gminy Ostrowice. W roku 2007 wieś liczyła 68 mieszkańców.
30 czerwca 2018 mieszkańcy sołectwa (17 osób) w konsultacjach społecznych jednogłośnie opowiedzieli się za zniesieniem gminy Ostrowice.

## Geografia
Wieś leży ok. 15 km na północny wschód od Ostrowic, między Nowym Worowem a miejscowością Lipno.

## Turystyka
We wsi znajduje się gospodarstwo agroturystyczne.